# クロード・ファレール

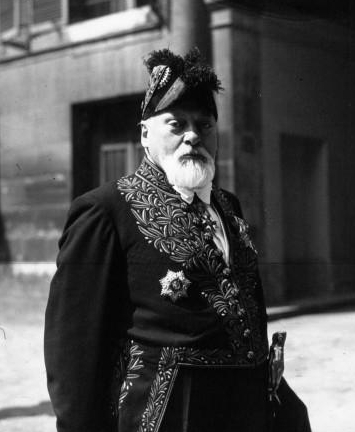
アカデミーの礼装姿のファレール

クロード・ファレール（Claude Farrere 1876年4月27日 - 1957年6月21日）は、フランスの小説家。

## 人物
リヨン生まれ。本名フレデリック・シャルル・バルゴーヌ(Bargone)。東洋諸国を海軍士官として歴訪し、その体験をもとにして小説を書いた。そのためピエール・ロティの流れをくむが、ロティよりも劇的な異国趣味の小説を書いた。1904年短編「阿片の煙」で文壇デビュー。1905年サイゴンが舞台の「文明人」でゴンクール賞を受賞。1909年日露戦争下の一日本海軍将校を描き、話題となった『ラ・バタイユ(戦闘)』を発表。1935年アカデミー・フランセーズ会員に選ばれた。他の作品に小説「最後の女神」(1920年)、評論「ピエール・ロティ」(1950年)、回想録「わが旅行記」(1955年)等がある。

## 翻訳
- 『ラ・バタイユ』高橋邦太郎訳　世界大衆文学全集 第57巻　改造社 1930
- 『アジアの悲劇』クロード・ファレール 著, 森本武也 訳. 日光書院, 1940
- 『アジアにおけるヨーロッパ』(新世代叢書 クロード・ファーレル 著, 岡倉正雄訳. 育生社, 1941
- 『エムデン最期の日』クロード・ファレル, ポール・シャック 共著, 金子光晴訳. 昭和書房, 1941
- 『最後に来るもの』クロード・ファレール 著, 久持義武訳. 三学書房, 1941
- 『戦闘』クロード・ファレル 著, 野口錚一 訳. 葦書房, 1991